# Hedychium tienlinense
Hedychium tienlinense är en enhjärtbladig växtart som beskrevs av Ding Fang. Hedychium tienlinense ingår i släktet Hedychium och familjen Zingiberaceae. Inga underarter finns listade i Catalogue of Life.